# チャウタイン県 (チャーヴィン省)

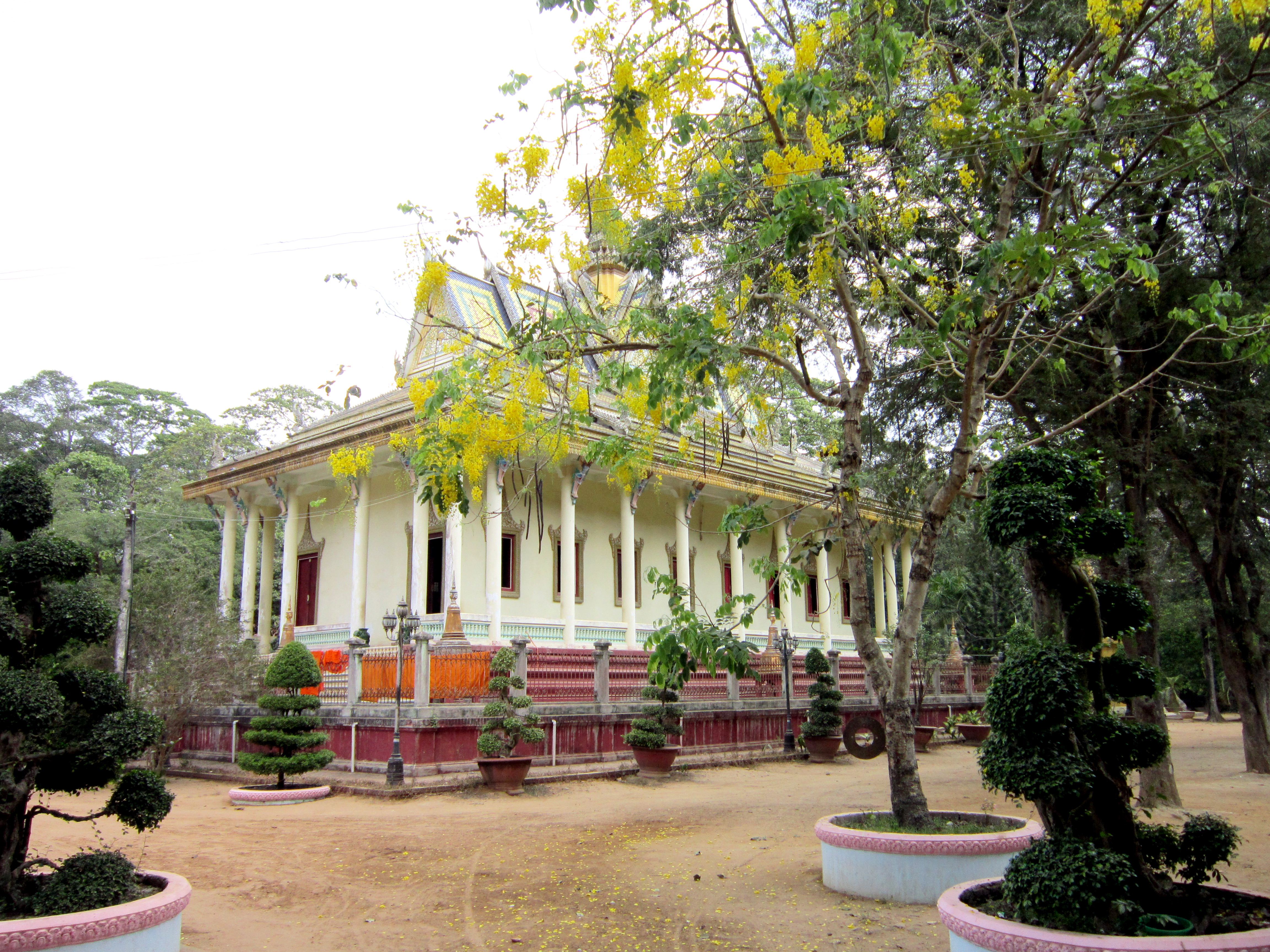
ハング・パゴダ寺院の本堂

チャウタイン県（チャウタインけん、ベトナム語：Huyện Châu Thành / 縣週城?）は、ベトナム社会主義共和国チャーヴィン省の県。面積は348km²、人口は148,000人（2018年）である。

## 行政区画
以下の1市鎮13社から構成される。
- チャウタイン市鎮（Châu Thành / 周城）
- ダーロック社（Đa Lộc / 多祿）
- ホアロイ社（Hòa Lợi / 和利）
- ホアミン社（Hòa Minh / 和明）
- ホアトゥアン社（Hòa Thuận / 和順）
- フンミー社（Hưng Mỹ / 興美）
- ロンホア社（Long Hòa / 隆和）
- ルオンホア社（Lương Hòa / 良和）
- ルオンホアA社（Lương Hòa A / 良和A）
- ミーチャイン社（Mỹ Chánh / 美政）
- グエットホア社（Nguyệt Hóa / 月化）
- フオックハオ社（Phước Hảo / 福好）
- ソンロック社（Song Lộc / 雙祿）
- タインミー社（Thanh Mỹ / 清美）